# Operazione Crimine-Infinito
L'operazione Crimine-Infinito è una maxi-operazione contro la 'Ndrangheta e le collegate cosche milanesi, portata a termine dalle Direzioni Distrettuali Antimafia (DDA) dei tribunali di Reggio Calabria e Milano a partire dal 2003, i cui sviluppi sono ancora in corso.
Le indagini sono culminate con l'arresto di trecento persone e la successiva condanna di più di duecento persone, colpevoli di reati quali omicidio, traffico di sostanze stupefacenti, ostacolo del libero esercizio del voto, riciclaggio di denaro proveniente dalle attività illecite quali corruzione, estorsione ed usura: tutti reati resi possibili in forza dell'associazione per delinquere di stampo mafioso, accusa comune a tutti gli imputati, e su cui si è concentrata l'azione investigativa. Essendo il coordinamento tra le due DDA il punto di forza principale per il successo dell'operazione, è opportuno parlare di operazione Crimine–Infinito come unione dei due filoni d'indagine "Crimine" a Reggio Calabria e "Infinito" a Milano.

## Indagini
Risalenti fino al 2003, si compongono in gran parte di intercettazioni e filmati da parte di Polizia e Carabinieri: importantissimo quello ripreso al Santuario della Madonna di Polsi il 2 settembre 2009 ed al summit del 31 ottobre 2009 presso il circolo "Falcone e Borsellino" di Paderno Dugnano.
Nel filone milanese l'indagine è stata condotta essenzialmente dall'Arma dei Carabinieri, coordinata dal colonnello Roberto Fabiani del Nucleo Investigativo del Gruppo Carabinieri di Monza, con alcuni apporti investigativi di altri servizi di Polizia giudiziaria. Sono state messe a disposizione degli inquirenti 25 000 ore di registrazioni telefoniche (con un costo stimato di 3 673 000 euro, largamente coperto dai sequestri, tramutabili in confische, ai beni degli imputati) e 20 000 ore di intercettazioni ambientali: le indagini sono state ripartite tra i vari nuclei investigativi, con un'attenta selezione di personale in grado di comprendere il dialetto calabrese.
Ai Carabinieri di Desio è stato affidato il filone della locale di Desio e quella di Seregno. Le indagini effettuate sulle locali di Erba e Canzo sono state portate avanti dai ROS di Torino, mentre gli uomini del ROS di Milano si sono concentrati sulle dinamiche che hanno coinvolto la Perego Strade. La Direzione Investigativa Antimafia di Milano si è occupata principalmente del locale di Pavia.
Mentre il processo milanese è stato coordinato dal procuratore aggiunto Ilda Boccassini con la collaborazione dei pubblici ministeri Alessandra Cecchelli, Alessandra Dolci, Paolo Storari (sostituti procuratori presso il tribunale di Milano) e Salvatore Bellomo (sostituto procuratore di Monza), nella procura reggina la direzione è stata affidata al procuratore aggiunto della DDA di Reggio Calabria Nicola Gratteri, al procuratore capo Giuseppe Pignatone e al procuratore aggiunto Michele Prestipino. Gli stessi hanno anche sostenuto gli impianti accusatori nei successivi processi presso i tribunali di Milano e Reggio Calabria.
Vi sono piste di indagine anche nell'ambito delle inchieste "Tenacia" (Procura di Milano), "Patriarca" (Procura e Squadra Mobile di Reggio Calabria), "Reale" (ROS sezione anticrimine di Reggio Calabria), "Solare" (ROS di Roma), "Circolo formato" della DDA di Reggio Calabria e "Minotauro" della procura di Torino.
Comune alle due procure è stata l'indagine indirizzata alla cosiddetta zona grigia, quell'area intermedia tra legale ed illegale che alimenta la mimetizzazione dell'economia mafiosa.
Le indagini sono state messe in pericolo da talpe all'interno delle istituzioni: intercettazioni ambientali hanno permesso agli investigatori di scoprire che Giovanni Zumbo, commercialista in rapporti con amministrazioni pubbliche e forze dell'ordine, rivelò parecchi dettagli dell'operazione agli indagati Pelle e Ficara, imputati nel filone milanese; essi sono stati quindi posti in stato di fermo mesi prima del termine delle indagini, come misura cautelare per la salvaguardia dell'esito delle successive operazioni.

## Teorie scaturenti dall'indagine
- Diffusione della 'ndrangheta sul territorio lombardo: in Lombardia almeno 16 locali di 'ndrangheta operativi, con 500 affiliati.[14]
- Caratteri tradizionali dell'organizzazione[15]
- Conformazione: entità unita e strutturata a più livelli collegati gerarchicamente tra loro, con un forte carattere verticistico (in contrasto col rischio di visione frammentaria e localistica della stessa).[16][17]
  - struttura locale denominata appunto "locale".
  - struttura intermedia denominata "Lombardia", rappresentabile come una "colonizzazione" al di fuori del territorio della casa madre.
  - struttura di vertice calabrese denominata "Provincia", da cui provengono, o vengono ratificati, tutti gli ordini ("cordone ombelicale").[18][19]
- Importanza strategica delle occasioni di riunione:[20]
  - summit a livello di "locale" in cui partecipano tutti gli affiliati.
  - summit a livello di "Lombardia" in cui la partecipazione è più ristretta.
  - matrimoni e funerali.
- Importanza del "capitale sociale" dei clan sotto forma di contatti nelle forze dell'ordine e nella pubblica amministrazione.[7][21][22] Dall'indagine sono emerse anche "una serie di iniziative di carattere elettorale" da parte dei boss della 'ndrangheta per entrare nel mondo politico "sia a livello locale che a livello regionale".[23]

## Arresti
Il 5 luglio 2010 il Giudice per le indagini preliminari di Milano Andrea Ghinetti ha emesso un'ordinanza di arresto per 154 persone, con accuse che variano dall'associazione di stampo mafioso al traffico di armi, all'estorsione nonché intimidazione per l'aggiudicazione di appalti o preferenze elettorali. In parallelo, con le stesse motivazioni, è stata emessa dalla DDA di Reggio Calabria un'ordinanza di arresto per altre 156 persone residenti nella regione Calabria.
A queste fanno seguito i blitz del 13 luglio 2010, in cui sono stati impiegati circa 3 000 uomini delle forze dell'ordine.

## I processi

### Processo "Infinito"
Il processo, presieduto dal Giudice dell'udienza preliminare di Milano Roberto Arnaldi e vietato alle telecamere, è cominciato l'11 maggio 2011 nell'aula bunker di via Uccelli di Nemi a Milano.
Si sono costituite parti civili: la Regione Calabria (prima volta che l'ente è ammessa parte civile al di fuori del proprio territorio regionale), la Regione Lombardia (solo dal 14 giugno), la Presidenza del Consiglio dei ministri, il Ministero dell'Interno, il Ministero della difesa, il Commissario straordinario antiracket, la Provincia di Monza e della Brianza, i Comuni di Bollate, Desio, Pavia, Seregno, Paderno Dugnano (dal 17 giugno), la Federazione Nazionale Associazioni Antiracket di Tano Grasso, i curatori fallimentari della Perego Strade, l'imprenditore Agostino Augusto (imputato nel processo Bad Boys a Busto Arsizio ed in seguito collaboratore di giustizia).
Una delle linee della difesa fu l'accusa di incompetenza territoriale del tribunale di Milano, in quanto sede del vincolo associativo sarebbe la Calabria ("madrepatria" in contrapposizione ai "locali"). Eccezione però respinta dal tribunale in quanto accertato che la struttura denominata "Lombardia", pur mantenendo costanti rapporti e collegamenti con il vertice calabrese, è da considerarsi autonoma e perciò sede del vincolo associativo trattato nel 416-bis: è perciò legittima la competenza del tribunale milanese nell'esprimersi su questo reato. Sono state inoltre documentate una quarantina di summit, sempre all'interno della regione Lombardia, di cui alcuni a Legnano e Pioltello, di competenza quindi del tribunale di Milano.
Un'altra linea di difesa volge all'impossibilità di dimostrare l'esistenza di una struttura criminale autonoma e coesa. Nell'ordinanza del 5 luglio si fa però continuamente riferimento alla conferma dell'esistenza della struttura denominata "Lombardia", di cui fanno parte calabresi ormai trapiantati stabilmente in Lombardia da decenni.
Di rilevante importanza è la collaborazione con la giustizia di Antonino Belnome, condannato il 14 settembre 2011 dal giudice Claudio Castelli ad 11 anni e 6 mesi di reclusione, essendo stato l'esecutore materiale dell'omicidio di Carmelo Novella (capo della struttura "Lombardia"  ed accusato dal "Vertice" calabrese di volersi scindere dalla madrepatria). Tale condanna tiene conto dello sconto di pena dovuto al rito abbreviato e della concessione dell'attenuante speciale della collaborazione con la giustizia.
Nella sentenza del 20 novembre 2011 il GUP di Milano Roberto Arnaldi ha condannato in primo grado con rito abbreviato 119 persone, 8 assolti ed 1 deceduto (39 imputati ancora a giudizio con rito ordinario, verranno giudicati dal tribunale presieduto da Luisa Balzarotti).
Nelle motivazioni della sentenza, depositate il 4 giugno 2012, vengono confermate le tesi accusatorie dei pm Boccassini, Dolci e Storari: la sostanziale autonomia e radicamento della 'ndrangheta al nord, nonostante gli stretti rapporti con la Calabria, derivante dalla presenza sul territorio da almeno due generazioni, e i rapporti con i personaggi politici che compongono il cosiddetto "capitale sociale" dei clan.
Le udienze facenti parte del rito ordinario si sono svolte ogni martedì, giovedì e venerdì nell'aula bunker di Piazza Filangieri, di fronte al carcere di San Vittore. Cruciale la figura di Antonino Belnome, esecutore materiale dell'omicidio di Carmelo Novella ed ora collaboratore di giustizia in videoconferenza da una località segreta.
Il 10 gennaio 2013 la Corte di cassazione ha annullato, senza rinvio, in parte la sentenza del GUP Arnaldi poiché questi ha depositato la motivazione in due momenti, prima incompleta e poi con l'integrazione della parte mancante ma la Cassazione ha annullato l'integrazione su ricorso dei legali di alcuni imputati.
La sentenza di primo grado, giunta il 6 dicembre 2012 al termine del rito ordinario, ha portato a quarantuno condanne, con pene dai tre ai vent'anni di reclusione, a tre assoluzioni ed al risarcimenti di 6 600 000 euro per le istituzioni coinvolte e costituitesi parti civili.

### Processo "Crimine"
Gli avvisi di garanzia sono stati confermati dalla DDA di Reggio Calabria a 161 indagati il 24 marzo 2011, mentre il processo, presieduto dal GUP Giuseppe Minutoli, si è aperto a Reggio Calabria il 13 giugno 2011. Si sono costituite parti civili la Presidenza del Consiglio dei Ministri, il Ministero dell'Interno, la Regione Calabria, la provincia di Reggio Calabria, l'ANAS, le associazioni "Sos Impresa" e "Federazione Antiracket Italiana".
La requisitoria è stata aperta dal PM Michele Prestipino il 27 settembre e chiusa dal PM Nicola Gratteri il 24 ottobre 2011, insieme con i colleghi sostituti procuratori Antonio De Bernardo, Giovanni Musarò e Maria Luisa Miranda: richieste di condanna per 118 su 120 imputati con rito abbreviato (2 richieste di assoluzione per non aver commesso il fatto). Altri 40 imputati hanno scelto il rito ordinario, che si celebra al cospetto del tribunale di Locri.
L'8 marzo 2012 il Gup di Reggio Calabria Giuseppe Minutoli ha condannato 93 persone con rito abbreviato e ne ha assolte altre 34.
È stata identificata l'unitarietà dell'organizzazione e l'esistenza di una struttura di vertice detta "Provincia", la quale non era mai stata riconosciuta con sentenza; pur essendo accolta l'accusa di associazione mafiosa, non è però stata riconosciuta ad essa l'aggravante della transnazionalità.
Il procuratore generale della Corte di appello di Ancona Vincenzo Macrì (procuratore alla Direzione Nazionale Antimafia dal 2003 al 2010) ha fortemente criticato il sovrastimare la sentenza (definita "epocale" da alcuni giornali), sostenendo che si è indagato sul reato associativo di tipo mafioso di cui art.416 bis, puntando sulle gerarchie locali dei clan e sulle frequentazioni, ma non si è indagato su traffici di stupefacenti ed appalti, veri punti di forza della 'ndrangheta moderna su cui dovrebbe concentrarsi un'indagine che non segua il filone tradizionale che si è visto in Crimine. Le sue dichiarazioni, associate a quelle di altri colleghi calabresi, estranei al pool, sono state smentite dalle sentenze emesse in ordine dal Gup Giuseppe Minutoli, dal Tribunale di Locri presieduto da Alfredo Sicuro, dalle Corti d'Appello presiedute dai giudici Gaeta e Costa ed in ultimo dalla Corte di cassazione con la sentenza definitiva emessa nel giugno scorso. In buona sostanza quanto sostenuto dai pm De Bernardo, Musarò e Miranda, ha trovato pieno riscontro in ogni grado di giudizio e in ogni tipo di processo, dall'abbreviato all'ordinario. L'opera di delegittimazione avvenuta, all'esito del blitz del luglio 2010, del pool messo in piedi dal Procuratore Pignatone, e dagli aggiunti Prestipino e Gratteri, ha toccato altissimi picchi di compiacenza e disinformazione. Per mesi alcuni organi di stampa hanno tentato di sminuire la portata epocale del processo, ma alla fine la Suprema Corte ha dato ragione alla Dda reggina. Decine e decine le condanne confermate, poche le assoluzioni e una quindicina gli annullamenti con rinvio, che insieme ai cinque ricorsi della Procura Gernale accolti dai giudici capitolini, a breve verranno celebrati nel processo che ripartirà presso un'altra sezione della Corte d'Appello reggina.
Il 18 giugno 2016 infatti, la Corte di cassazione riconosce per la prima volta la 'ndrangheta come organizzazione criminale unitaria con una struttura su più livelli e con un vertice collegiale chiamato Provincia o Crimine composto dai rappresentanti dei locali e con poteri su di essi ovunque essi vengano creati. 
La sentenza ha portato a 11 nuove assoluzioni e alcune riduzioni di pena senza rinvio e una decina di annullamenti.

### Sviluppi successivi
Sempre derivante dall'indagine "Infinito", questa volta affiancata dall'operazione "Bagliore", è il processo, in corso alla Corte d'assise di via Freguglia a Milano, per gli omicidi di Carmelo Novella, Rocco Stagno e Antonio Tedesco. Il collegio, presieduto da Anna Introini, collega i tre delitti al filone comune della colonizzazione del territorio da parte della criminalità organizzata calabrese.
Ancora derivanti dalle indagini “Infinito” sono stati gli arresti del giudice del Tribunale di Palmi Giancarlo Giusti, del presidente della sezione misure di prevenzione del Tribunale di Reggio Calabria Giuseppe Vincenzo Giglio, del consigliere regionale Franco Morelli, del maresciallo capo della Guardia di Finanza Luigi Mongelli.
Il 26 maggio 2017 continua un nuovo ramo dell'operazione "Infinito": vengono arrestate 24 persone, tra cui presunti affiliati al Locale di Limbiate, un imprenditore, un impiegato della Procura della Repubblica di Monza difeso dall’avvocato Fabrizio Gallo del foro di Roma che riuscì ad ottenere l’annullamento dell’ordinanza di custodia cautelare in carcere, ed il sindaco di Seregno anche egli rimesso in libertà dal Tribunale del riesame.
Il processo sta procedendo per il rito ordinario presso il Tribunale di Monza mentre per uno solo degli indagati si è proceduto con rito abbreviato con intervenuta sentenza di condanna.

## Cultura di massa
- Il 19 maggio 2018 va in onda il documentario di Matteo Minissi su Rai 3 Infinito crimine. Indagine sulla 'Ndrangheta.
- Il 15 aprile 2021 esce il romanzo Crimine infinito di Cristiano Barbarossa e Fulvio Benelli per Fandango ispirato agli atti d'indagine.
- Il 24 novembre 2021 esce il podcast suddiviso in 10 episodi: Operazione Infinito di IrpiMedia[60]